# SRF Tagesschau
SRF Tagesschau è il titolo del principale telegiornale della televisione svizzera in lingua tedesca SRF 1.
L'edizione principale va attualmente in onda alle 19.30 e dura circa mezz'ora, mentre l'ultima edizione è trasmessa al termine della normale programmazione, intorno a mezzanotte. Una delle particolarità del telegiornale è la postura del presentatore, in piedi dietro al tavolo di conduzione.
A partire dagli anni novanta è stato inserito nella programmazione della rete un'altra edizione del telegiornale, chiamata 10 vor 10.

## Conduttori
- Stephan Klapproth
- Matthias Aebischer
- Katja Stauber
- Urs Gredig
- Andrea Vetsch
- Daniela Lager
- Susanne Wille
- Pascale Menzi
- Cornelia Boesch
- Franz Fischlin
- Florian Inhauser
- Heinrich Müller
- Andri Franziscus
- Catherine Mettler

## Scambio di redazione
Negli anni 2010 la SRG SSR ha promosso iniziative di "scambio" tra le redazioni giornalistiche delle televisioni francese, tedesca e italiana, nel corso delle quali ciascuna équipe si ritrova a produrre e mandare in onda un notiziario in una lingua diversa da quella di appartenenza. In quest'ambito, il 20 marzo 2014, l'edizione delle 19:30 del Tagesschau venne prodotta da una squadra di giornalisti della RSI e condotta dalla presentatrice Alessia Caldelari, mentre una squadra "tedesca" produsse il Telegiornale delle ore 20:00.